# Day Valley
Day Valley és una població dels Estats Units a l'estat de Califòrnia. Segons el cens del 2000 tenia 3.587 habitants.

## Demografia
Segons el cens del 2000, Day Valley tenia 3.587 habitants, 1.283 habitatges, i 946 famílies. La densitat de població era de 72,9 habitants per km².
Dels 1.283 habitatges en un 35,6% hi vivien nens de menys de 18 anys, en un 63,4% hi vivien parelles casades, en un 6,4% dones solteres, i en un 26,2% no eren unitats familiars. En el 18,6% dels habitatges hi vivien persones soles el 5,8% de les quals corresponia a persones de 65 anys o més que vivien soles. El nombre mitjà de persones vivint en cada habitatge era de 2,78 i el nombre mitjà de persones que vivien en cada família era de 3,15.
Per edats la població es repartia de la següent manera: un 25,5% tenia menys de 18 anys, un 6,3% entre 18 i 24, un 23,7% entre 25 i 44, un 33,5% de 45 a 60 i un 11% 65 anys o més.
L'edat mediana era de 42 anys. Per cada 100 dones de 18 o més anys hi havia 96,8 homes.
La renda mediana per habitatge era de 72.438 $ i la renda mediana per família de 78.310 $. Els homes tenien una renda mediana de 61.615 $ mentre que les dones 43.854 $. La renda per capita de la població era de 31.694 $. Entorn del 2% de les famílies i el 5,4% de la població estaven per davall del llindar de pobresa.

## Poblacions properes
El següent diagrama mostra les poblacions més properes.